# Dutchavelli
Stephan Fabulous Allen, bättre känd under sitt artistnamn Dutchavelli, född 11 november 1993 i Birmingham, är en brittisk rappare och låtskrivare. Grunden till hans artistnamn kommer ifrån att han och hans familj tillbringade största delen av hans barndom i Rotterdam och att han då kallades för "Dutch". Han har jobbat med många artister som Stormzy, Gzuz och Tion Wayne samt fått topp 40-hits som "I Dunno", "Burning" och "808", varav en av låtarna har hamnat på plats nummer 7 på låtlistorna.
Dutchavelli är yngre bror till sångerskan och rapparen Stefflon Don.